# Taková normální královská rodinka
Taková normální královská rodinka (v originále Palais royal !) je francouzská filmová komedie z roku 2005, kterou režírovala Valérie Lemercierová podle vlastního scénáře. Snímek měl světovou premiéru na Dinard Festivalu of British Cinema dne 7. října 2005.

## Děj
Král André, milovaný svými poddanými, zahynul při havárii vrtulníku. Tato tragédie obrátí na ruby život Armelle, logopedky a manželky Arnauda, mladšího králova syna. Královna Eugénia se totiž s pomocí velkokomorníka René-Guye odvolá na starou listinu, která vylučuje korunního prince Albana, králova nejstaršího syna, z nástupnictví z důvodu, protože je stále svobodný a bezdětný. Ačkoli není Arnaud dobře připraven, je přesto povolán na trůn a Armelle musí přes noc opustit svou ordinaci a pacienty, aby splnila povinnosti, které jí nové postavení ukládá.
Přirozeně laskavá a ochotná, ale rezervovaná budoucí královna se nedokáže přizpůsobit přísnému protokolu a trvalému vystupování, které se od ní vyžaduje. Nadměrná mediální pozornost, která nyní obklopuje její rodinu, hrubost její tchyně, odhalení nevěry jejího manžela mají nakonec brutální dopad. Laskavá Armelle se postupně mění ve lstivou a manipulativní princeznu, která má jen jednu posedlost - udělat vše pro to, aby poškodila obraz královské rodiny.

## Obsazení
| Valérie Lemercierová | princezna Armelle                  |
| Lambert Wilson       | princ Arnaud                       |
| Catherine Deneuve    | královna Eugénia                   |
| Michel Aumont        | René-Guy                           |
| Mathilde Seigner     | Laurence                           |
| Denis Podalydès      | Titi                               |
| Michel Vuillermoz    | princ Alban                        |
| Gisèle Casadesus     | královna matka Alma                |
| Gilbert Melki        | Bruno                              |
| Maurane              | sama sebe                          |
| Véronique Barrault   | novinářka Frédérique Dianausoa     |
| Étienne Chicot       | fotograf Olah                      |
| Pierre Vernier       | velvyslanec ve Spojeném království |
| Franck de Lapersonne | ministr zdravotnictví              |
| Michel Fortin        | paparazzi                          |
| Manon Chevallier     | princezna Clémence                 |
| Pauline Serieys      | princezna Constance                |
| Philippe Beglia      | obchodník s pánskými košilemi      |
| Didier Bénureau      | kněz v katedrále                   |
| Vincent Grass        | televizní divák Lamache            |
| Gilles David         | novinář                            |
| Hubert Saint-Macary  | ředitel domova důchodců            |
| Alexandra Charles    | kosmetička Françoise               |
| Nanou Garcia         | matka Bérangère                    |
| Chick Ortega         | paparazzi                          |
| Noël Godin           | muž házející dorty                 |
| Marie Mergey         | dáma v Eurostaru                   |
| Catherine Hosmalin   | dáma u dveří                       |
| Éric De Staercke     | prodejce piva                      |
| Alain Berger         | lékař                              |
| Jonathan Lambert     | zdravotní sestra                   |
| Catherine Eckerle    | japonská císařovna                 |
| Michel Elias         | recitátor v televizi               |

## Ocenění
- César: nominace v kategoriích nejlepší herečka (Valérie Lemercierová) a nejlepší herečka ve vedlejší roli (Catherine Deneuve)
- Raimu de la comédie: nominace v kategoriích nejlepší komediální film, nejlepší herečka (Valérie Lemercierová), nejlepší herec (Lambert Wilson), nejlepší herec ve vedlejší roli (Michel Aumont), nejlepší scénář (Valérie Lemercierová a Brigitte Buc) a nejlepší režie (Valérie Lemercierová)